# José Menor
José Menor (Sabadell, 1977) és un pianista i compositor català. Va començar a estudiar piano una setmana abans de fer 7 anys. Va estudiar amb María Jesús Crespo i amb Luiz de Moura. Va debutar a Carnegie Hall amb 15 anys i als 18, al Palau de la Música Catalana, com a guanyador del premi El Primer Palau. Va estudiar piano, composició i direcció d'orquestra al Conservatori Superior Municipal de Música de Barcelona, on va obtenir les màximes qualificacions. Des de llavors ha anat consolidant una reputació com a músic atrevit, amant dels contrastos i de l'obra de músics catalans contemporanis com Joan Guinjoan i Benet Casablancas. Ha tocat a diversos països, com la Xina o els Estats Units d'Amèrica o la Gran Bretanya. Va estudiar a Londres i es va doctorar a la Universitat de Nova York. Ha enregistrat la integral de Joan Guinjoan i ara es dedica a recopilar l'obra del compositor i pianista català Enric Granados.